# Henryk Konstanty Woyciechowski
Henryk Konstanty Woyciechowski (ur. 19 stycznia 1851 w Rącznej, zm. 13 czerwca 1934 w Wołominie) – polski architekt, założyciel Wołomina.

## Życiorys
Henryk Woyciechowski ukończył Gimnazjum św. Anny w Krakowie. Zdobył zawód architekta w Wyższej Szkole Przemysłowej. Przeniósł się do Warszawy.
18 lutego 1894 roku zakupił od Emilii z Bürtümpfelów Ehestädtowej dobra wołomińskie za sumę 29 500 rubli. Nabyty majątek podzielił na dzielnice, stworzył plan ulic, nadając im nazwy, powstały wtedy założenia ulic: Lipińskiej, Mariańskiej, Miłej czy Polnej. Dwa i pół roku później rozpoczął parcelację ziemi i sprzedaż działek pod budowę domów. W 1898 roku wraz z Wiktorem Herteux założył cegielnię, aby sprzedawać cegły nabywcom działek na budowę domów. Jakość miejscowej gliny okazała się zbyt niska, co zmusiło założycieli do likwidacji biznesu. W 1908 roku był głównym inicjatorem założenia Ochotniczej Straży Pożarnej i został wybrany pierwszym jej honorowym prezesem.
Kilka dni po wybuchu I wojny światowej z inicjatywy miejscowych działaczy społecznych w Wołominie rozpoczął pracę Komitet Obywatelski, któremu przewodniczył Woyciechowski. Niemcy, wkroczywszy do Wołomina w sierpniu 1915 roku zlikwidowali Komitet Obywatelski, a na jego miejsce 22 maja 1916 roku powołali Radę Miejscową Opiekuńczą, z Woyciechowskim jako wiceprezesem. Rada zajmowała się przede wszystkim opieką nad dziećmi, prowadziła cztery ochronki, w których opiekę i naukę znalazło 247 dzieci.
Po odzyskaniu niepodległości przez Polskę w pierwszych wyborach samorządowych, 21 grudnia 1919 roku wybrano Radę Miejską i  71-letniego Woyciechowskiego na wiceburmistrza miasta. W grudniu 1929 roku Henryk Konstanty Woyciechowski został honorowym obywatelem Wołomina.

## Życie prywatne
Henryk Woyciechowski był synem Aleksandra i Bolesławy z domu Sawiczewskiej, córki Józefa Sawiczewskiego. Miał czworo młodszego rodzeństwa: Prota Mateusza Aleksandra (ur. w 1857), Aleksandra Prota (1858–1883), Anielę Bolesławę (1859–1937) i Annę (1861–1942). W 1878 roku poślubił Zofię Przyborę (1858–1886), z którą miał czwórkę dzieci: Marię, Witolda, Janinę Wandę (ur. w 1885 roku) i Stanisława Kostkę Bolesława (ur. w 1886 roku). Po śmierci Zofii Henryk ożenił się z Wiktorią Bożeniec-Jałowiecką (1859–1955). Z trójki dzieci z tego związku wieku dojrzałego dożyła jedynie córka Wacława Janina (ur. w 1894 roku), późniejsza żona Jana Mossakowskiego.